# 奧希金斯縣

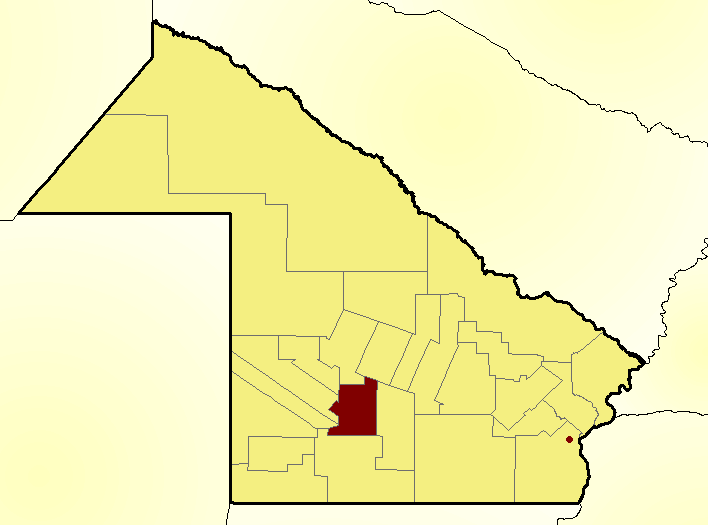

奧希金斯縣（西班牙語：Departamento O'Higgins），是阿根廷的縣份，位於該國北部查科省，首府設於聖貝爾納多，面積1,580平方公里，距離雷西斯滕西亞190公里，2010年人口20,131，人口密度每平方公里12.74人。